# Anna (rapper)
Anna, pseudonimo di Anna Pepe (La Spezia, 15 agosto 2003), è una rapper italiana.
È salita alla ribalta nel 2020 grazie al singolo Bando, con il quale è diventata l'artista più giovane di sempre ad aver raggiunto la prima posizione della classifica dei singoli italiana stilata dalla FIMI. Nel 2024 ha pubblicato il suo primo album in studio Vera Baddie, che ha debuttato in vetta alla classifica FIMI, rimanendoci per nove settimane consecutive.

## Biografia
Nata nel 2003 a La Spezia, è figlia di Stella Sanvitale, scultrice, e Cristian Pepe, ex calciatore professionista.

### 2018-2022: esordi e successo conBando
Si è avvicinata al mondo della musica sin da piccola grazie al padre DJ e suonando il pianoforte. Nel 2018 ha iniziato a pubblicare su Instagram alcuni freestyle, per poi collaborare ai brani 24/7 e Holidays del rapper Anis. Nel marzo 2019 ha pubblicato su piattaforme Instagram e YouTube il brano Baby.
In seguito, tra il 2019 e il 2020, ha pubblicato su varie piattaforme di streaming musicale il singolo Bando, che però dopo due settimane viene rimosso per violazione dei diritti d'autore, in quanto la canzone si basa su un campionamento di un beat del produttore musicale francese Soulker. A inizio 2020 ha firmato un contratto con la Virgin Records e, grazie alla concessione dei diritti da parte di Soulker, ha ripubblicato il singolo il 31 gennaio 2020, entrando in rotazione radiofonica il successivo 21 febbraio. A fine febbraio 2020 il singolo ha raggiunto la vetta della Top Singoli, venendo certificato disco d'oro a inizio marzo. Rimane al primo posto in classifica per tre settimane consecutive, dal 28 febbraio al 19 marzo, rendendo Anna l'artista italiana più giovane di sempre a piazzarsi in vetta alla classifica al suo debutto. Il singolo ha raggiunto anche la prima posizione nella classifica degli streaming italiani di Spotify e le prime posizioni delle classifiche stilate dalle piattaforme iTunes e Shazam. Bando ha ricevuto attenzioni anche all'estero, venendo aggiunto ad ufficiali playlist Spotify e radiofoniche di vari paesi come la Francia e gli Stati Uniti d'America. Ha inoltre fatto il proprio ingresso al 92º posto nella Top Singles francese redatta dalla SNEP. Il 24 aprile 2020 viene pubblicato un remix ufficiale di Bando, con la partecipazione dei rapper italiani Gemitaiz e MadMan, che nel 2023 è stato incluso nella colonna sonora del film Fast X.
Il successivo 8 maggio è uscito il mixtape Dark Boys Club della Dark Polo Gang, contenente il brano Biberon con Anna stessa e il rapper DrefGold. Il 15 maggio 2020 è stato pubblicato un nuovo remix di Bando, realizzato con la collaborazione del rapper tedesco Maxwell, esordendo così all'80ª posizione della classifica dei singoli tedesca e alla 70ª in quella svizzera. Nello stesso mese ha partecipato al remix di Hasta la vista di Ghali, contenuto della riedizione digitale del disco DNA di quest'ultimo.
Il 7 ottobre 2020 è stato invece pubblicato il secondo singolo Bla bla, brano realizzato con la collaborazione del rapper Guè Pequeno, che ha esordito alla 45ª posizione della Top Singoli italiana. Il 5 novembre segue Fast, singolo prodotto da Young Miles e accompagnato da un video musicale. Dopo otto mesi dalla pubblicazione di Fast, l'8 luglio 2021 viene distribuito il singolo Squeeze 1, seguito la settimana successiva da Drippin' in Milano: entrambi i singoli sono prodotti da Young Miles.
Nel 2022 è tornata sulle scene musicali con i singoli 3 di cuori e Ma Jolie, realizzati rispettivamente insieme a Lazza e Medy. Il 3 giugno dello stesso anno ha reso disponibile il singolo Gasolina, prodotto da Drillionaire e Young Miles. Entrambi i singoli hanno anticipato l'uscita dell'EP di debutto Lista 47, certificato disco d'oro a fine anno dalla FIMI.

### 2023-presente:Vera Baddie
Nel gennaio 2023 è figurata tra gli artisti ospiti nell'album Madreperla di Guè, incidendo con lui e Sfera Ebbasta la quarta traccia Cookies n' Cream, che ha debuttato in cima alla Top Singoli portando per la seconda volta un'incisione di Anna al primo posto di una classifica italiana. Il 23 marzo dello stesso anno ha pubblicato il singolo Energy. Il 19 maggio esce il singolo Vetri neri, in collaborazione con  Capo Plaza, premiato con sei dischi di platino. Nel mese di ottobre è uscito il brano Everyday di Takagi & Ketra collaborando insieme a Shiva e Geolier, brano arrivato in poche ore in top 50 Spotify e che ha mantenuto la vetta della Top Singoli per sette settimane non consecutive tra ottobre 2023 e gennaio 2024. successivamente premiato con quattro dischi di platino. Nel novembre 2023 ha collaborato con Sfera Ebbasta al brano Ciao bella, contenuto nell'album di lui X2VR. Il 14 dicembre dello stesso anno è uscito Petit fou fou, in collaborazione con Rhove.
Il 28 giugno 2024 è stato pubblicato il suo primo album in studio, Vera Baddie, che contiene collaborazioni con Guè, Tony Boy, Thasup, Artie 5ive, Sfera Ebbasta, Niky Savage, Capo Plaza, Tony Effe e Sillyelly. Tutti i singoli del 2024, ovvero I Got It, Vieni dalla Baddie, BBE con Lazza e 30°C ne hanno preceduto la pubblicazione. Sin dalla sua pubblicazione, il disco ha trascorso nove settimane consecutive al primo posto della classifica degli album italiana ed è stato certificato quadruplo disco di platino per aver superato la soglia delle 200 000 unità. Dopo aver trascorso undici settimane consecutive al secondo posto della Top Singoli dietro Sesso e samba di Tony Effe e Gaia, a fine agosto il singolo 30°C è diventato il quarto numero uno della rapper nella classifica e il secondo come solista.
Per promuovere il disco, Anna ha tenuto un tour estivo nell'estate 2024 e un tour nei club della penisola italiana nell'autunno seguente. Nel mese di settembre ha vinto il premio FIMI per l'album Vera Baddie nella terza edizione del Future Hits Live e il premio donna dell'anno ai Billboard Italia Women in Music, tenutisi presso il teatro Manzoni di Milano. Il 20 settembre è uscito il singolo Tonight, certificato disco d'oro. A fine anno, Spotify ha diffuso la classifica degli artisti più ascoltati dell'anno Paese per Paese, che vede Anna primeggiare come artista donna più ascoltata d'Italia, nonché quinta artista italiana in generale dopo quattro uomini.
Il 17 gennaio 2025 è uscito il singolo Una tipa come me, anch'esso certificato disco d'oro. Il 25 marzo ha vinto il premio donna italiana dell'anno ai Billboard Women in Music di Los Angeles. Nel mese di aprile la rivista Forbes Italia l'ha inserita tra gli under 30 italiani che avranno maggiore impatto nel futuro per la categoria intrattenimento. Il 13 giugno è uscito il singolo Désolée, che ha esordito in vetta alla classifica Top Singoli.

## Influenze musicali
In un'intervista a Billboard Italia, Anna ha dichiarato di ascoltare hip hop sia italiano che d'oltreoceano. In particolare ha citato come ispirazioni alcune tra le più grandi esponenti femminili dell'hip hop internazionale, tra cui Nicki Minaj e Cardi B, ed alcuni esponenti maschili dell'hip hop italiano, tra cui Lazza, Sfera Ebbasta e i FSK Satellite.

## Discografia
- 2024 – Vera Baddie

## Tournée
- 2024 – Anna Live tour[N 1]
- 2025 – Vera Baddie tour[N 2]

## Filmografia
- I soliti idioti 3 - Il ritorno, regia di Francesco Mandelli, Fabrizio Biggio e Martino Ferro (2024)

## Riconoscimenti
- Billboard Italia Women in Music
  - 2024 – Premio donna dell'anno[57]
- Billboard Women in Music
  - 2025 – Premio donna italiana dell'anno nel mondo[63]
- Forbes Italia
  - 2025 – Inserimento tra gli under 30 italiani di maggiore impatto nel futuro nella categoria "Intrattenimento"[64][65]
- Future Hits Live
  - 2024 – Premio FIMI per Vera Baddie[56]
- Music Awards
  - 2023 – Premio singolo multiplatino per Vetri neri (con Ava e Capo Plaza)[71]
  - 2024 – Premio singolo multiplatino per Everyday (con Takagi & Ketra, Shiva e Geolier)[72]